# Hypospila trimacula
Hypospila trimacula là một loài bướm đêm trong họ Noctuidae.